# Cincinnati Masters 2022
Cincinnati Masters 2022 este un turneu de tenis masculin și feminin, jucat pe terenuri cu suprafețe dure în aer liber în perioada 15-21 august 2022, ca parte a US Open Series. Este un turneu de nivel Masters 1000 în Turul ATP 2022 și un turneu WTA 1000 în Turul WTA 2022.

## Campioni

### Simplu masculin
Pentru mai multe informații consultați Cincinnati Masters 2022 – Simplu masculin

### Simplu feminin
Pentru mai multe informații consultați Cincinnati Masters 2022 – Simplu feminin

### Dublu masculin
Pentru mai multe informații consultați Cincinnati Masters 2022 – Dublu masculin

### Dublu feminin
Pentru mai multe informații consultați Cincinnati Masters 2022 – Dublu feminin

## Puncte și premii în bani

### Distribuția punctelor
| Probă           | C    | F   | SF  | QF  | R16 | R32 | R64 | Q   | Q2  | Q1  |
| Simplu masculin | 1000 | 600 | 360 | 180 | 90  | 45  | 10  | 25  | 16  | 0   |
| Dublu masculin  | 1000 | 600 | 360 | 180 | 90  | 0   | N/A | N/A | N/A | N/A |
| Simplu feminin  | 900  | 585 | 350 | 190 | 105 | 60  | 1   | 30  | 20  | 1   |
| Dublu feminin   | 900  | 585 | 350 | 190 | 105 | 5   | N/A | N/A | N/A | N/A |

### Premii în bani
| Probă           | C        | F        | SF       | QF       | R16     | R32     | R64     | Q2      | Q1     |
| Simplu masculin | $970,020 | $529,710 | $289,655 | $157,995 | $84,510 | $45,315 | $25,110 | $12,860 | $6,735 |
| Simplu feminin  | $412,000 | $242,800 | $125,000 | $57,440  | $28,730 | $16,340 | $11,725 | $6,880  | $3,580 |
| Dublu masculin* | $297,620 | $161,670 | $88,800  | $48,990  | $26,940 | $14,700 | N/A     | N/A     | N/A    |
| Dublu feminin*  | $120,300 | $67,630  | $37,180  | $18,750  | $10,620 | $7,120  | N/A     | N/A     | N/A    |

*per echipă